# Borderlands (computerspelserie)
Borderlands is een serie computerspellen ontwikkeld door Gearbox, 2K en Telltale. De scifi first-person shooters met actierollenspel-elementen (ARPG) zijn uitgebracht door 2K Games voor meerdere platforms.

## Spellen
De serie bestaat uit vier spellen, elk met meerdere DLC-pakketten, en speelt zich af tegen een ruimtevaart-westernachtergrond met science fantasyelementen. Een vijfde spel, Tales from the Borderlands, is een spin-off in de serie.
De speler kiest aan het begin een van de beschikbare personages om mee te spelen in de open wereld en vertegenwoordigt de Vault Hunters die naar de planeet Pandora zijn afgereisd op zoek naar de Vault. Spelers moeten bij aankomst opdrachten voltooien en Pandora verkennen.
Een belangrijk onderdeel van Borderlands is de buit (loot), waarmee verschillende wapens verkregen kan worden. Deze buit wordt achtergelaten door vijanden en kan ook worden gevonden in containers op Pandora. De kleur van het wapen geeft aan hoe zeldzaam of hoe krachtig het is, variërend van wit tot paars of oranje.

## Serie
| Jaar | Titel                                 | Platform                                  | Opmerking                                                |
| ---- | ------------------------------------- | ----------------------------------------- | -------------------------------------------------------- |
| 2009 | Borderlands                           | PC, PS3, Xbox 360                         |                                                          |
| 2012 | Borderlands 2                         | PC, PS3, PS Vita, Xbox 360                |                                                          |
| 2014 | Borderlands: The Pre-Sequel!          | PC, PS3, Xbox 360                         |                                                          |
| 2014 | Tales from the Borderlands            | PC, PS3, PS4, PS Vita, Xbox 360, Xbox One | Spin-off                                                 |
| 2015 | Borderlands: The Handsome Collection  | PC, PS4, Xbox One                         | Compilatie                                               |
| 2019 | Borderlands: Game of The Year Edition | PC, PS4, Xbox One                         | Remaster van deel 1                                      |
| 2019 | Borderlands 3                         | PC, PS4, Xbox One                         |                                                          |
| 2020 | Borderlands: The Legendary Collection | Nintendo Switch                           | Compilatie/Remaster van deel 1, deel 2 en de Pre-Sequel. |

### DLC-pakketten
| Titel                                | DLC |
| ------------------------------------ | --- |
| Borderlands                          | * The Zombie Island of Dr. Ned * Mad Moxxi's Underdome Riot * The Secret Armory of General Knoxx * Claptrap's New Robot Revolution |
| Borderlands 2                        | * Captain Scarlett and her Pirate's Booty * Psycho Pack * Collector's Edition Pack * Creature Slaughterdome * Mechromancer Pack * Mr. Torgue's Campaign of Carnage * Sir Hammerlock's Big Game Hunt * Tiny Tina's Assault on Dragon Keep * Commander Lilith & the Fight for Sanctuary |
| Borderlands: The Pre-Sequel!         | * Lady Hammerlock The Baroness Pack * The Holodome Onslaught * Handsome Jack Doppelganger Pack * Clapastic Voyage & UVHUP2 |
| Tales from the Borderlands           | * Episode 1 * Episode 2 * Episode 3 * Episode 4 * Episode 5 |
| Borderlands: The Handsome Collection | Bevat Borderlands 2 en Borderlands The Pre-Sequel met alle DLC's |
| Borderlands 3                        | - |

## Ontvangst
De serie is positief ontvangen in recensies en werd een commercieel succes. Men prees de buit-gestuurde multiplayer co-op-modus en de humor in de spellen. In augustus 2019 zijn er wereldwijd 45 miljoen Borderlands-spellen verkocht die gezamenlijk 1 miljard dollar opbrachten. Het werd hiermee een van de bestverkochte computerspelseries ooit.

### Records
- Het eerste spel in de serie kreeg een vermelding in het Guinness Book of Records omdat het ruim 17 miljoen mogelijke wapencombinaties heeft die de speler kan krijgen.
- Borderlands 3 behaalde een verkooprecord en werd ruim vijf miljoen keer verkocht in de eerste vijf dagen na uitgave.

## Film
In 2024 verscheen de speelfilm Borderlands, gebaseerd op de computerspelserie.